# Наследяване
 Тази статия е за термина в правото.  За термина в програмирането вижте наследяване (информатика).  
 Тази статия е за термина в правото.  За термина в генетиката вижте наследственост.  
Наследяването в правото е придобиването на имущество, дългове, права и задължения, останали след смъртта на друго лице (наследодател). Имуществото, получавано при наследяване, се нарича наследствено имущество, наследствена маса, наследство. Наследството на починалия преминава към наследниците в неизменен вид като едно цяло и в един и същи момент.
По наследство могат да се предават и аристократични титли и престол (виж Престолонаследник). Понякога иронично се говори за „наследството“ на отделни разпаднали се държави, особено на големи империи. Такива са например Война за испанското наследство, Война за австрийското наследство, Война за баварското наследство.
Наследяването играе важна роля в човешкото общество и правилата му са различни в различни общности и могат да се променят с времето. Възможно е наследяване както по бащина, така и по майчина линия, предаване на наследството на едно дете или разделянето му по равно между всички деца. В много култури синовете са по-облагодетелствани от дъщерите – например в ислямската наследствена юриспруденция мъжете наследяват два пъти повече от жените. Принципът на първородство, известен като примогенитура дава правото на наследяване на цялото имущество от първото дете, като исторически се е отдавало предпочитание на децата от мъжки пол и е приложим за имоти (земи), титли и постове, най-вече при монархиите.
Различните правила за наследяване оказват голямо влияние върху обществото в различни области. Ролите на мъжа и жената силно зависят от законите и традициите на наследяване. Първородството, когато имуществото наследява само първото дете, допринася за запазването на натрупаното богатство и спомага за запазването на елита, защото социалното положение е по-здраво закрепено. От друга страна, разделянето на наследството по равно между децата създава повече възможности на отделните индивиди да постигнат личен успех. В „Демокрацията в Америка“ Алексис дьо Токвил твърди, че отмяната на законите на първородството при наследяване в гражданското право водят до по-бързо разделяне на земята и мотивират хората да търсят развитие извън семейството, за да подобрят стандарта си на живот, с което ускоряват загиването на аристокрацията и прехода към демокрация. 
Първородството по бащина линия е наложилият се принцип на наследяване при монарсите или главите на благороднически семейства. Така наследството може да се проследи само по мъжка линия, а жените са напълно изключени. Този принцип е залегнал и в Салическия закон. Към него се придържат династиите във Франция, Белгия, Дания, Швеция и балканските монархии от края на 19 век Албания, България, Черна гора, Румъния и Сърбия. През 18 век в Испания и Португалия се водят граждански войни между наследниците на престола по женска линия и тези по Салическия закон.
Към началото на 19 век династиите в Европа вече включват и жените в линията за наследяване на престола, с изключение на династиите Савоя и Бурбон. След Втората световна война и с утвърждаването на феминизма в съвременните монархии започва да се налага принципа на абсолютна примогенитура (абсолютно първородство) – наследяването от първородното дете, независимо от неговия пол. От европейските монархии равенството между женския и мъжкия пол при наследяване на короната към 2012 г. е установено в Дания, Белгия, Швеция, Норвегия, Холандия и Люксембург.

## В България
В България наследниците се определят
1. по волята на наследодателя – със завещание
2. по специалния ред определен в Закона за наследството
3. смесен вариант от горните 2 – напр. наследодателят посочва един наследник който да получи определена част от наследственото имущество, а за останалата част от наследството определя да се раздели по реда на Закона за наследството